# (468391) 2016 GS107
(468391) 2016 GS107 es un asteroide perteneciente al cinturón de asteroides, descubierto el 6 de abril de 2005 por el equipo Spacewatch desde el Observatorio Nacional de Kitt Peak (Arizona, Estados Unidos).